# Chirotica punctata
Chirotica punctata là một loài tò vò trong họ Ichneumonidae.